# 辻和希
辻 和希（つじ かずき、本名は辻瑞樹、1962年 - ）は、日本の生態学者。琉球大学農学部教授。専門は動物生態学、進化生態学。2020年から日本動物行動学会会長を務めている。

## 経歴
1989年名古屋大学大学院博士後期課程修了1990年 - 1992年日本学術振興会特別研究員（琉球大学）、1993年 - 1995年 Alexander von Humboldt財団研究員（Würzburg大学）、1995年 富山大学助手、2001年 琉球大学助教授、2005年同教授。
名古屋大学大学院では伊藤嘉昭の指導のもとでアリ（蟻）類の社会構造の研究に着手した。以降、実証的なデータと理論的な説明を用いて、アリ類の社会構造とその進化についてさまざまな現象を研究した。特に、コロニーレベルと個体レベルでの自然選択の測定と両者の意義　性比理論の検討、繁殖をめぐる協同と競争のコンフリクト、生活史戦略の進化など、これまで社会生物学が扱ってきた重要な理論の検証とその発展に大きく寄与した。
中でも、生活史戦略の観点から血縁選択理論の未解決問題を解くことを意図した一連の研究は、社会性昆虫を主な対象として、生活史戦略の観点を導入して社会行動などの性質の進化を検討したもので、血縁度やB,Cというパラメーターだけでは理解できない、新しい面を開いたもので、社会性昆虫に限らない一般的な意味を持つと評価されている。
1999年第３回日本生態学会宮地賞、2010年第１回日本動物行動学会賞、2011年日本生態学会論文賞を受賞。2020年日本動物行動学会会長

## 著書
編著
- 「生態学者・伊藤嘉昭伝　もっとも基礎的なことがもっとも役に立つ」 海游舎   2017

共編著
- 「社会性昆虫の進化生物学」 東正剛　海游舎　2011.9
- 「行動生物学辞典」上田 恵介、菊水 健史、坂上 貴之、 岡ノ谷 一夫  – 2013.11.22

共著（分担執筆を除く）
- 「行動・生態の進化」長谷川眞理子 河田雅圭、  田中嘉成 佐々木顕, 長谷川寿一 著　岩波書店　2006.6
- 「カメムシの母が子に伝える共生細菌: 必須相利共生の多様性と進化」 共立スマートセレクション　細川 貴弘 2017.11.9
- 「まちぶせるクモ　網上の10秒間の攻防」 共立スマートセレクション　中田 兼介2017.3.8

## 翻訳
- 「蟻の自然誌」バート ヘルドブラー (著) エドワード・O. ウィルソン (著) Bert H¨olldobler 原著 Edward O. Wilson 原著　1997.7